# Teichwolframsdorf
Teichwolframsdorf ist ein Ortsteil der Landgemeinde Mohlsdorf-Teichwolframsdorf im Osten des thüringischen Landkreises Greiz.

## Geografie
Teichwolframsdorf grenzt im Süden an den Werdauer Wald. Die frühere Gemeinde bestand vor ihrer Auflösung aus den Ortsteilen Großkundorf, Kleinreinsdorf, Sorge-Settendorf, Teichwolframsdorf und Waltersdorf mit Rüßdorf.

## Geschichte

### Namensherkunft
Der Ort gründet sich auf eine germanische Siedlung. Der Name Teichwolframsdorf wurde 1278 erstmals urkundlich erwähnt. Betrachtet man das Wappen und den Ortsnamen „Teichwolframsdorf“, könnte man zu der Annahme gelangen, dass es in Teichwolframsdorf viele Teiche gab und in den Wäldern ringsum Wölfe lebten. Bereits 1209 muss sich ein „Wolvram“ in dieser Gegend angesiedelt haben. Dies deutet darauf hin, dass dieser Ort von einem „Wolf(e)ram“ (es tauchen verschiedene Schreibweisen auf) gegründet worden war. Andere urkundliche Nennungen zeigen, dass es sich um das Geschlecht Wolframsdorf handelte, zu dem vermutlich bereits der 1209 genannte „Wolvram“ gehört hat. Zu diesem begüterten Geschlecht gehörten in der Umgebung auch die ähnlich benannten Orte Wolfersdorf, Wolframsdorf, Forstwolfersdorf. Zur Unterscheidung der Güter wurden die jeweiligen Besitzungen mit einem Zusatz, wie „Teich“, versehen. Diese These wird dadurch gestärkt, dass „Teych“ ein typischer Beiname der „Wolframsdorfer“ war. M. Reiser verweist dabei auf das Althochdeutsche, in dem „Teych“ auf „Dicho“ (althochdt. (gi)dihan – gedeihen, wachsen) zurückgeht. In den Jahren 1403 sind „Teych von Wolvramsdorf“ und 1411 „unszer getrewer Teych gesessen zu Wolfframstorff“ in den alten Quellen erwähnt.
Im Heimatbote 2/88 wurde eine weitere These vertreten, die allerdings wenig stichhaltig erscheint. So wurde 1313 in einer lateinischen Quelle „Luppold von Wolfframsdorf“, der von 1278 bis 1313 Rittergutsbesitzer von Teichwolframsdorf war, als „Piscina miles in Wolframsdorf genannt“. Weil „piscina“ (lat.) auf Mittelhochdeutsch „tich“ bedeutet, wird mit der These vertreten, dass Luppold, einfach ausgedrückt, der „Wolframsdorfer vom Teich“ gewesen sei, also der Teichwolframsdorfer. Damit wird unterstellt, dass „Teich“ nicht vom Namen „Teych“, sondern von einem Gewässer stammt, wie es auch die meisten heutigen Bürger annehmen. Allerdings wird hierbei zweierlei übersehen. Erstens wurde nicht der Begriff „miles“ (lat. – Soldat, Ritter) in der Interpretation berücksichtigt – und Luppold war ja ein Ritter, wenn er ein Rittergut besaß. Zweitens muss auch beachtet werden, dass man selbst im Spätmittelalter Personennamen versuchte in fremde Sprachen (z. B. Latein) zu übersetzen, wenn es sich anbot. Zwar hinkt der Vergleich, aber es wäre so, als würde man den deutschen Namen „Rosa“ ins Englische übersetzen wollen, also „Pink“. So kann man zu der Vermutung gelangen, dass „Teych“, weil es dem „tich“ sehr ähnlich ist, einfach als „piscina“ ins Lateinische übersetzt wurde. Dann macht auch die Bezeichnung „Piscina miles in Wolframsdorf“ mehr Sinn. Denn dann würde die Nennung nichts anderes bedeuten als „Der Ritter Teych von Wolframsdorf“.
Es spricht vieles dafür, dass der Ort Teichwolframsdorf seinen Namen nicht von Gewässern und Tieren, sondern eher von einer mittelalterlichen Ritterfamilie erhalten hat.

### Territoriale Zugehörigkeiten
Teichwolframsdorf gehörte bereits im Heiligen Römischen Reich deutscher Nation zum Kurfürstentum Sachsen (Amt Weida im Neustädter Kreis). Auch während der Französischen Revolution und der Napoleonischen Ära änderte sich nichts daran. Erst das Zeitalter der Restauration und die Geschicke auf dem Wiener Kongress bedingten, dass infolge der polnisch-sächsischen Frage Sachsen Gebietsverluste hinnehmen musste. So gelangte Teichwolframsdorf als Exklave des Neustädter Kreises zum Großherzogtum Sachsen-Weimar-Eisenach, innerhalb dessen es 1850 dem Verwaltungsbezirk Neustadt/Orla zugewiesen wurde.

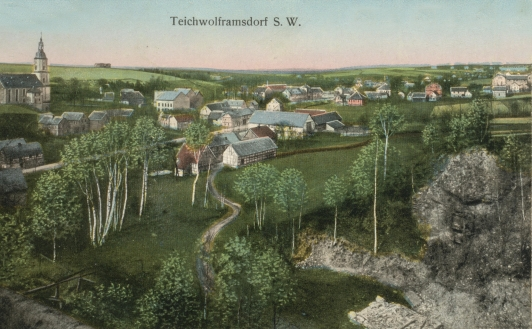
Teichwolframsdorf um 1909

 Mit dem Ende des Ersten Weltkrieges 1918 und der anschließenden Gründung der Weimarer Republik gelangte der Ort in den Hoheitsbereich des im selben Jahr gegründeten Freistaats Sachsen-Weimar-Eisenach, nachdem das konstitutionell-monarchische Prinzip in Deutschland sein Ende fand. Am 1. Mai 1920 kam es dann zur Gründung des Landes Thüringen, dem Teichwolframsdorf innerhalb des Landkreises Greiz (seit 1922) angegliedert war. Auch unter Hitler verblieb das Dorf in Thüringen und dem Landkreis Greiz. Erst im Zuge der Verwaltungsreform in der DDR 1952, mit der die Länder wie Thüringen aufgelöst wurden, wurde der Ort Teil eines der 15 neu gegründeten Regierungs- und Verwaltungsbezirke: dem Bezirk Gera. Dabei verblieb es nach wie vor im Kreis Greiz. Im Gleichschritt mit der deutschen Wiedervereinigung am 3. Oktober 1990 wurde Thüringen als Freistaat wiedergegründet, dem das Dorf wieder angehörte. Auch nach der thüringischen Kreisreform von 1994 verblieb der Ort bis heute im Landkreis Greiz.

### Wappen
Blasonierung: geteilt im Wellenschnitt von Gold über Blau und zeigt oben einen aufrechten rechtsgerichteten schwarzen Wolf, beseitet von je einem grünen Nadelbaum, unten einen goldenen Hammer gekreuzt von einer goldenen Spindel und einer goldenen Getreideähre.

### Eingemeindungen
Sorge-Settendorf kam am 1. Januar 1974 hinzu. Am 25. März 1994 wurde Großkundorf mit dem am 1. Juli 1958 eingemeindeten Ort Katzendorf eingegliedert. Am 1. Januar 1997 folgten Kleinreinsdorf und Waltersdorf bei Berga/Elster. Am 1. Januar 2012 schlossen sich Mohlsdorf und Teichwolframsdorf zu Mohlsdorf-Teichwolframsdorf zusammen.

### Einwohnerentwicklung

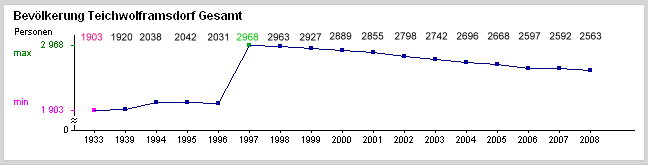
Die allgemeine Zunahme von 1996 zu 1997 resultiert im Wesentlichen aus der Eingemeindung der Orte Kleinreinsdorf und Waltersdorf. Ansonsten ist ein stetiger Bevölkerungsschwund, wie in vielen Gemeinden der Region, ablesbar.

Entwicklung der Einwohnerzahl:
| - 1910 – 1.849 - 1933 – 1.903 - 1939 – 1.920 - 1994 – 2.038 - 1995 – 2.042 - 1996 – 2.031 - 1997 – 2.968 | - 1998 – 2.963 - 1999 – 2.927 - 2000 – 2.889 - 2001 – 2.855 - 2002 – 2.798 - 2003 – 2.742 - 2004 – 2.696 | - 2005 – 2.668 - 2006 – 2.597 - 2007 – 2.592 - 2008 – 2.563 - 2009 – 2.515 - 2010 – 2.481 - 2011 – 2.465 |

 Datenquelle: ab 1994 Thüringer Landesamt für Statistik – Werte vom 31. Dezember

## Kultur und Sehenswürdigkeiten
- Teichwolframsdorf besitzt ein Freibad und ist Ausgangspunkt mehrerer Wanderwege in den Werdauer Wald und in den angrenzenden Greizer Wald.

- Dorfkirche Teichwolframsdorf

## Wirtschaft und Infrastruktur

### Verkehr
Bis 1999 gab es mit der Bahnstrecke Werdau–Weida–Mehltheuer (WM) auch eine Bahnverbindung von Werdau über Teichwolframsdorf nach Wünschendorf/Elster bei Gera.

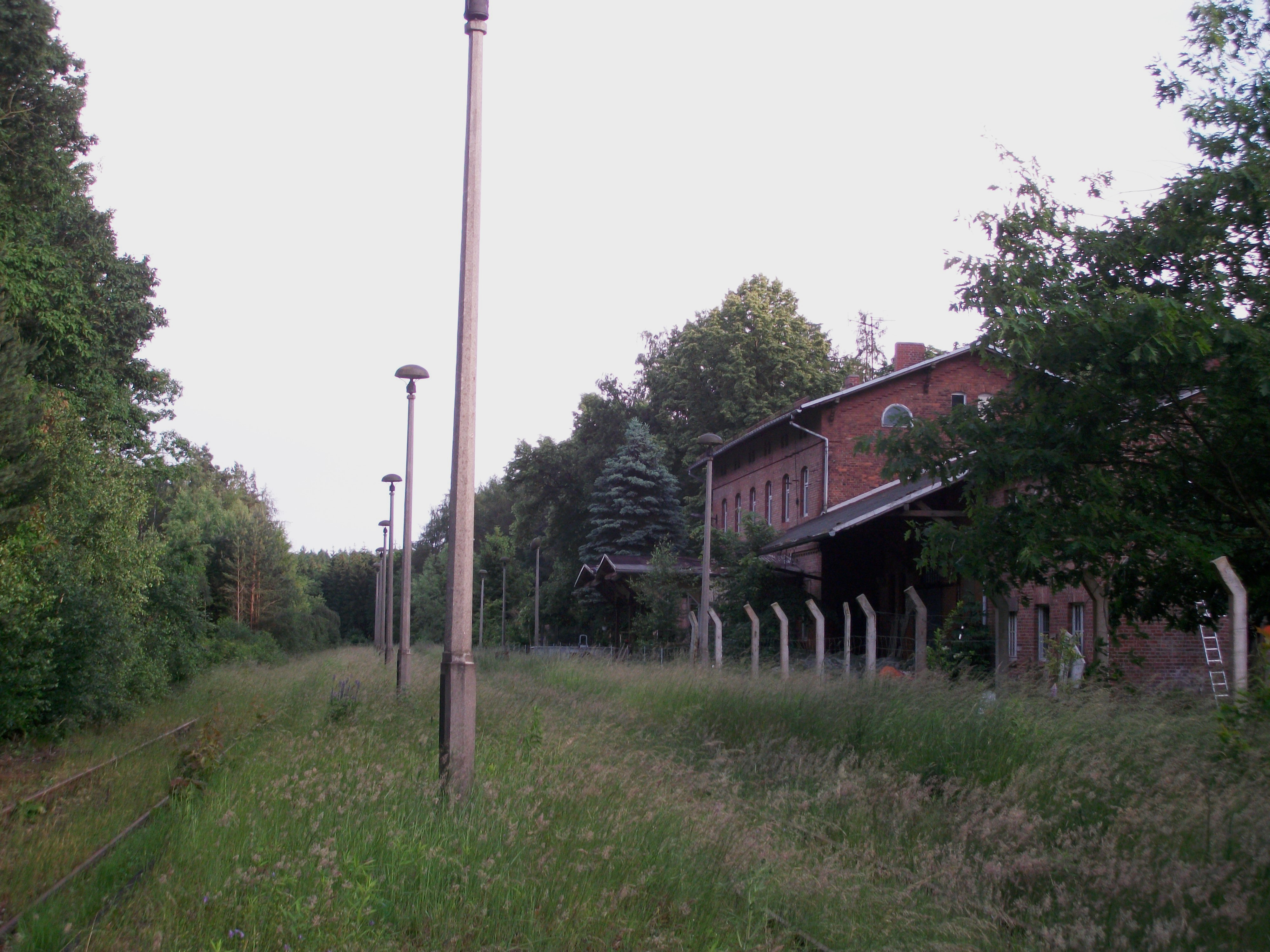
Bahnhof Teichwolframsdorf (2016)
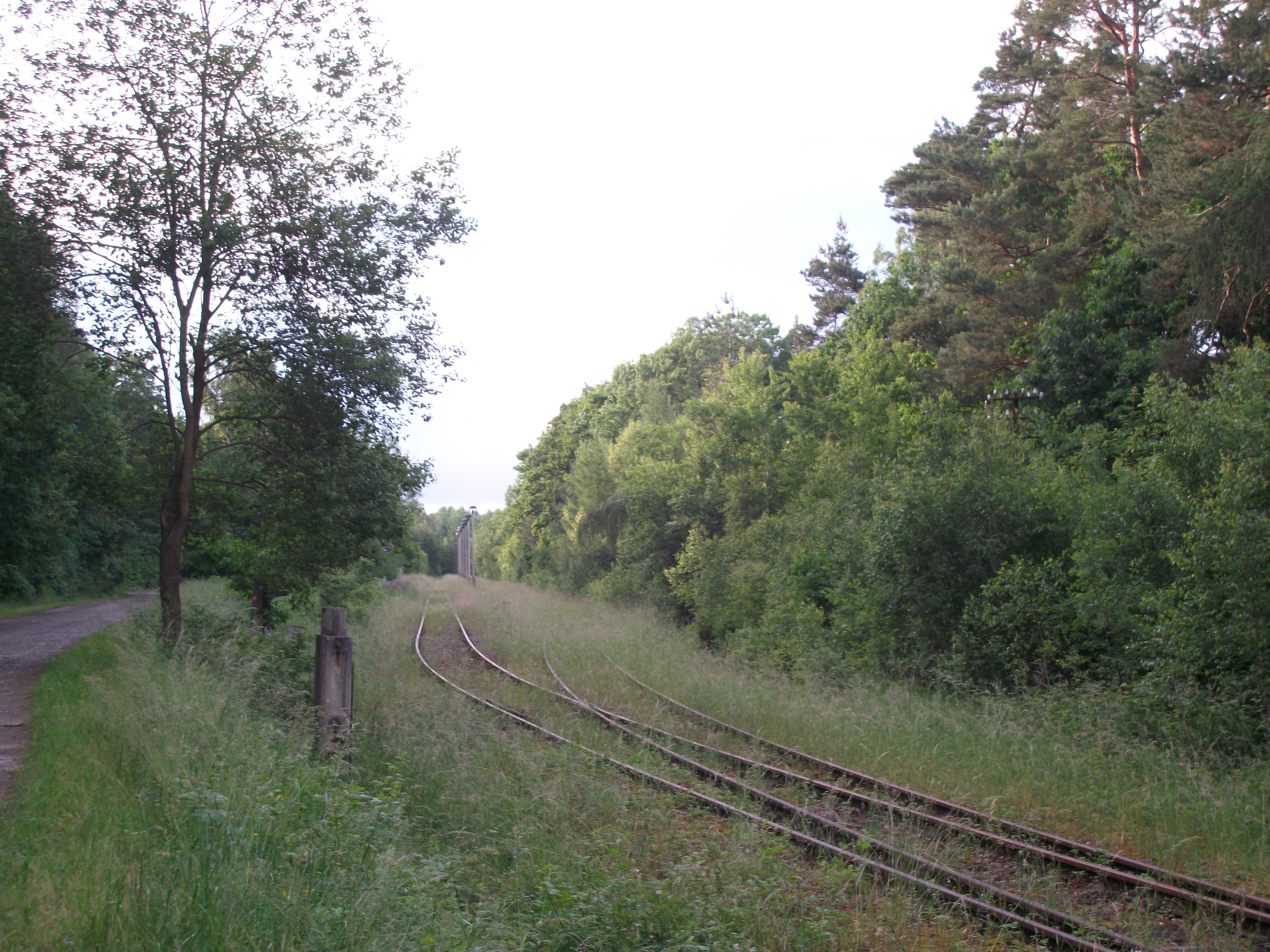
Bahnhof Teichwolframsdorf, Einfahrt aus Richtung Werdau (2016)
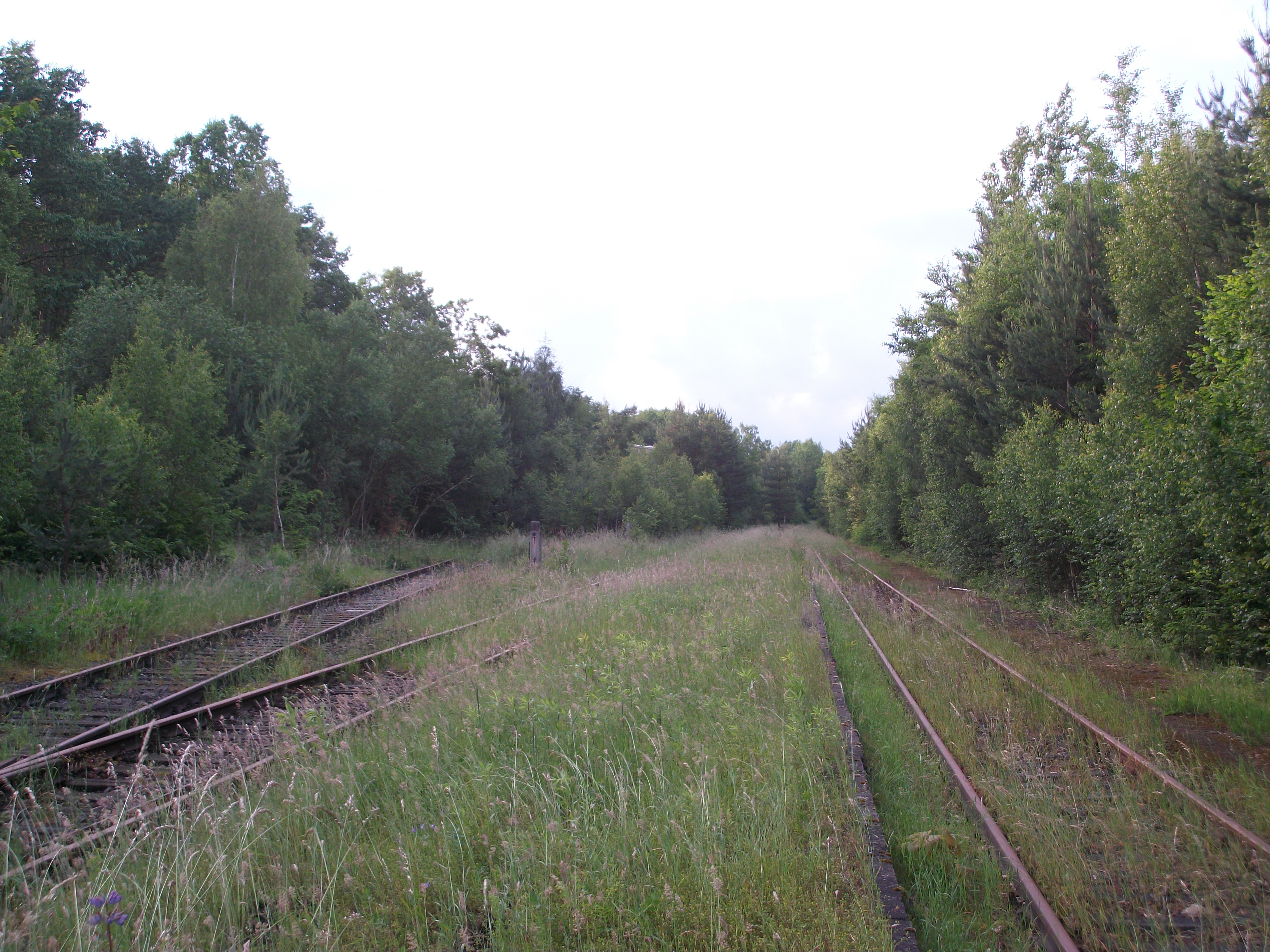
Bahnhof Teichwolframsdorf, Gleisanlagen (2016)

### Ansässige Unternehmen
In Teichwolframsdorf war die Textilindustrie für Kammgarne bis zur Schließung des Unternehmens im Jahr 2012/13 zu Hause. Damit ging eine 160 Jahre andauernde Tradition zu Ende, die einst mit der Gründung der Carl-Friedrich-Windisch AG am 25. November 1847 begann. Zur Hochzeit 1927/28 zählte die Spinnerei ca. 630 Arbeitskräfte. Doch schon kurze Zeit später fielen die Weltmarktpreise für Wolle und Garne, sodass die Carl-Friedrich-Windisch AG 1932, nicht zuletzt wegen der Weltwirtschaftskrise 1929, Konkurs anmelden musste.
1933/34 gelangte das Unternehmen in Schweizer Eigentum (Modehaus Simonius Vischer, Basel), wobei die Firmenbezeichnung C.-F.-Windisch AG beibehalten wurde. Im Nationalsozialismus erfüllte die Teichwolframsdorfer Spinnerei Garnaufträge für die Deutsche Arbeitsfront. Während des Zweiten Weltkriegs gestaltete sich die Garnproduktion immer schwieriger. Infolge von Wollimportschwierigkeiten ging man dazu über, Ersatzgarne (z. B. Papiergarn) zu produzieren. In den letzten Kriegsmonaten wurde nur noch sporadisch gearbeitet. Zuletzt erfolgte sogar eine vorübergehende Schließung. In dieser Zeit wurde kurzzeitig ein Internierungslager für Ausländer (hauptsächlich für Italiener) eingerichtet.
In der Nachkriegszeit diente die moderne Dampfmaschine der Fabrik dazu, die Stromversorgung Teichwolframsdorfs aufrechtzuerhalten (Einspeisedauer von ca. 14 Stunden täglich). Bis 1951 wurde das Unternehmen dann privat geführt, ehe man die Teichwolframsdorfer Spinnerei als volkseigenen Betrieb der DDR (VVB Wolle und Seide) verstaatlichte. Ab 1970 (bis 1990) gehörte der Textilstandort verwaltungsmäßig zum VEB Zwickauer Kammgarnspinnereien. Seither wurden überwiegend Mischgarne (55 % PE und 45 % WO) hergestellt, die dann zu Webstoffen für Uniformen der NVA, Bahn, Post und Polizei weiterverarbeitet wurden.
Anfang 1991 wurde das letzte Garn abgespult und der Betrieb geschlossen. 1992 die Betriebsstätte in Teichwolframsdorf reprivatisiert sowie modernisiert und als Teilwerk der damaligen Südwolle AG (heute Südwolle GmbH & Co.KG) wieder in Betrieb genommen. Von 1992 bis 2012/13 produzierte die Südwolle GmbH & Co.KG auf dem ca. drei Hektar großen Betriebsgelände. Es wurde überwiegend reine Schurwolle (100 % WO) verarbeitet. Am 18. Juli 2012 wurde den Beschäftigten die Schließung der Spinnerei in Teichwolframsdorf bekannt gegeben.

## In Teichwolframsdorf geborene Persönlichkeiten
- Ludwig Freiherr von und zu Mannsbach (1794–1872), Verwaltungsjurist im Fürstentum Reuß älterer Linie
- Gerhard Krausse (1926–2012), Diplomat der DDR
- Lothar Kittelmann (1943–2023), Maler und Grafiker
- Annegret Hofmann (* 1946), Journalistin und Schriftstellerin
- Horst Krauße (* 1949), Politiker